# Decamethyltetrasiloxaan
Decamethyltetrasiloxaan is een lineair siloxaan met vier siliciumatomen en drie zuurstofatomen, en het maximaal aantal van tien methylgroepen gebonden aan de siliciumatomen. Het is een vrij vluchtige, heldere, kleurloze en reukloze vloeistof met een lage viscositeit, die niet veel groter is dan die van water. De stof is niet oplosbaar in water, maar wel goed mengbaar met alcoholen, glycolethers en andere organische oplosmiddelen. Decamethyltetrasiloxaan is stabiel bij lage temperaturen.

## Toepassingen
De toepassingen van decamethyltetrasiloxaan zijn vergelijkbaar met die van andere siloxanen met korte ketens. Het is geen gevaarlijke stof en ze wordt gebruikt in veel cosmetische producten en producten voor persoonlijke hygiëne die niet op waterbasis zijn: deodoranten, aftershave, huidverzorgingsproducten en zonnebrandcrèmes. Door haar lage viscositeit en lage oppervlaktespanning verspreidt ze zich gemakkelijk en worden de producten gelijkmatiger verdeeld. Bovendien vervluchtigt ze snel, waardoor het risico op huidirritatie vermindert.
Decamethyltetrasiloxaan kan ook gebruikt worden in andere schoonmaak- en reinigingsproducten, en ze is geschikt als alternatief voor perchloorethyleen in stomerij.
Decamethyltetrasiloxaan kan gebruikt worden om dunne films aan te brengen in micro-elektronica.